# The Gentle Cyclone
The Gentle Cyclone é um curta-metragem de comédia mudo norte-americano, realizado em 1926, com o ator cômico Oliver Hardy.

## Elenco
- Buck Jones - Absolem Wales
- Rose Blossom - June Prowitt
- Will Walling - Marshall Senior
- Reed Howes - Marshall Junior
- Stanton Heck - Wilkes Senior
- Grant Withers - Wilkes Junior
- Kathleen Myers - Mary Wilkes
- Jay Hunt - Judge Summerfield
- Oliver Hardy - Xerife Bill
- Marion Harlan